# Marcelo Miño
Marcelo Miño (Guatimozín, 21 agosto 1997) è un calciatore argentino, portiere del Barracas Central, in prestito dal Ferro Carril Oeste.

## Carriera

### Club
È cresciuto nelle giovanili del Rosario Central.

### Nazionale
Nel 2017 partecipa con la nazionale Under-20 argentina al campionato mondiale di categoria, scendendo in campo nel match vinto 5-0 contro la Guinea.

## Statistiche

### Presenze e reti nei club
Statistiche aggiornate al 1° gennaio 2025.
| Stagione                  | Squadra                   | Campionato                | Campionato | Campionato | Coppe nazionali | Coppe nazionali | Coppe nazionali | Coppe continentali | Coppe continentali | Coppe continentali | Altre coppe | Altre coppe | Altre coppe | Totale | Totale | Totale |
| Stagione                  | Squadra                   | Comp                      | Pres       | Reti       | Comp            | Pres            | Reti            | Comp               | Pres               | Reti               | Comp        | Pres        | Reti        | Pres   | Reti   |        |
| ------------------------- | ------------------------- | ------------------------- | ---------- | ---------- | --------------- | --------------- | --------------- | ------------------ | ------------------ | ------------------ | ----------- | ----------- | ----------- | ------ | ------ | ------ |
| 2018-2019                 | Rosario Central           | PD                        | 1          | -2         | CA+CdS          | 0               | 0               | CL                 | 0                  | 0                  | SA          | -           | -           | 1      | -2     |        |
| 2019-2020                 | Rosario Central           | PD                        | 0          | 0          | CA+CdL          | 1+7             | -3 + -11        | -                  | -                  | -                  | -           | -           | -           | 8      | -14    |        |
| Totale Rosario Central    | Totale Rosario Central    | Totale Rosario Central    | 1          | -2         |                 | 8               | -14             |                    | 0                  | 0                  |             | -           | -           | 9      | -16    |        |
| 2021                      | Ferro Carril Oeste        | PBN                       | 31+4       | -23 + -4   | CA              | 0               | 0               | -                  | -                  | -                  | -           | -           | -           | 35     | -27    |        |
| 2022                      | Ferro Carril Oeste        | PBN                       | 35         | -34        | CA              | 2               | -1              | -                  | -                  | -                  | -           | -           | -           | 37     | -35    |        |
| 2023                      | Ferro Carril Oeste        | PBN                       | 12+3       | -14 + -1   | -               | -               | -               | -                  | -                  | -                  | -           | -           | -           | 15     | -15    |        |
| Totale Ferro Carril Oeste | Totale Ferro Carril Oeste | Totale Ferro Carril Oeste | 78+7       | -71 + -5   |                 | 2               | -1              |                    | -                  | -                  |             | -           | -           | 87     | -77    |        |
| 2024                      | Barracas Central          | PD                        | 10         | -14        | CA+CdL          | 2+0             | -1              | -                  | -                  | -                  | -           | -           | -           | 12     | -15    |        |
| 2025                      | Barracas Central          | PD                        | 0          | 0          | CA              | 0               | 0               | -                  | -                  | -                  | -           | -           | -           | 0      | 0      |        |
| Totale Barracas Central   | Totale Barracas Central   | Totale Barracas Central   | 10         | -14        |                 | 2               | -1              |                    | -                  | -                  |             | -           | -           | 12     | -15    |        |
| Totale carriera           | Totale carriera           | Totale carriera           | 96         | -92        |                 | 12              | -16             |                    | -                  | -                  |             | -           | -           | 108    | -108   |        |

## Palmarès

### Club

#### Competizioni nazionali
- Copa Argentina: 1

Rosario Central: 2017-2018